# عمليات خاصة (فلم)
عمليات خاصة فيلم مصري من نوعية الأكشن عرض في عام 2008 من بطولة مصطفى فهمي وخالد سليم ونيكول سابا وغيرهم. يدور حول ذراع مستقل بشكل معين لجهاز مخابرات يقوده مصطفى فهمي ونيكول سابا يقومون بتجنيد أربعة شباب مصريين وتدريبهم على الاسلحة والقوة والركض والقتال بهدف القيام بعمليات خاصة بعيدا عن الاجهزة الرسمية للدولة، ويظهر به حركات اكشن مشابهة للافلام الاجنبية وبعض المراقف والعمليات مثل فيلة المهمة الايطالية والمهام المستحيلة في سلسلتها، لايثان هانت

## قصة الفيلم
تدور أحداث الفيلم حول أربعة شباب يقومون بتنفيذ عملية خاصة فيستعينون بمدربة من نوع خاص لرفع كفائتهم وكل واحد من هؤلاء الشباب له لغز خاص به تكشفه أحداث الفيلم المثيرة جزء كبير من الفيلم صُور بطريقة الأكشن ونفذه فريق فرنسي متخصص، تبدو قصة الفلم مشابهة للفيلم الأمريكي The Italian Job

## بطولة
- مصطفى فهمي الضباط آدم بجهاز المخابرات
- نيكول سابا: ديما
- أمير كرارة: يوسف حمدي - سمسار بالبورصة
- خالد سليم: عمر أيوب - مهندس جودة سيارات
- تامر هجرس: أحمد شريف - مصور فوتوغرافي
- نبيل عيسى: مكي -مهندس كومبيوتر
- داليا البحيري: ضيفة شرف بشخصيتها الحقيقية
- سيف عبد الرحمن السفير
- هدى الصيفى
- رفيق محسن
- فراس سعيد
- رغدة أيوب
- ماجد عبدالعظيم
- غادة جريشة (غادة إسماعيل)
- عاطف سعيد
- إبراهيم القليوبي
- إيمان اليابي
- إيباء
- رشا السورية
- وليد صلاح

## روابط خارجية
- مقالات تستعمل روابط فنية بلا صلة مع ويكي بيانات